# Franz Treller

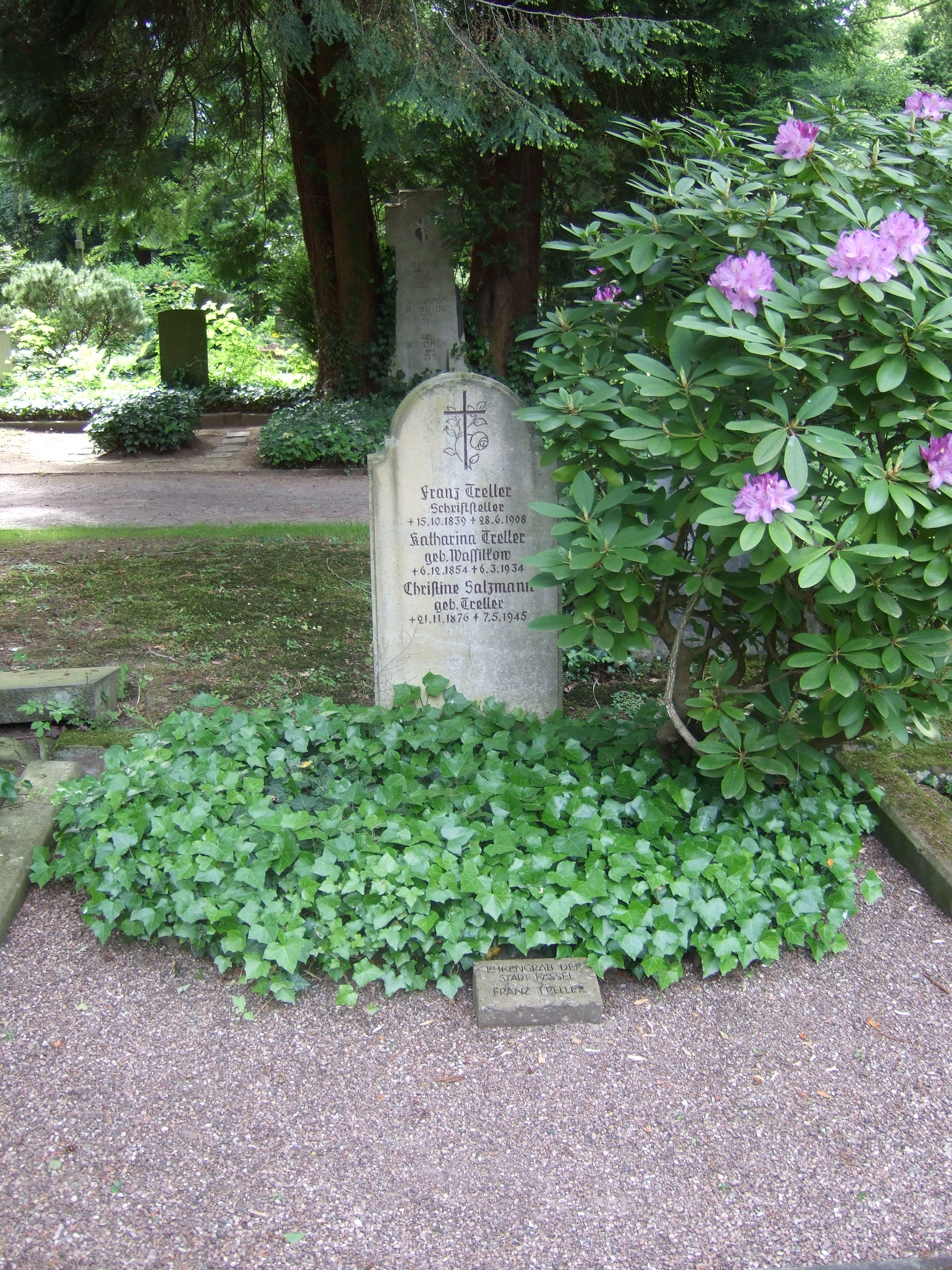
Ehrengrab von Franz Treller auf dem Friedhof Wehlheiden in Kassel

Franz Treller (* 15. Oktober 1839 in Kassel; † 28. Juni 1908 ebenda) war ein deutscher Schauspieler, Regisseur und Schriftsteller.

## Leben
Franz Treller wurde als Sohn eines Schuhmachers in Kassel geboren. Nach dem Besuch der Bürgerschule durchlief er eine Banklehre. Weit mehr interessierte ihn jedoch das Theater. Nach einer Schauspielausbildung arbeitete er als Schauspieler in Oldenburg, Bremen und Königsberg. Von 1866 bis zur Zerstörung des Theaters durch einen Brand 1881 war er Regisseur, Dramaturg und Schauspieler am deutschen Theater in Riga.
Nach Zwischenstationen in Moskau und Wien kehrte er 1884 nach Kassel zurück und wurde Hauptschriftleiter der Kasseler Allgemeinen Zeitung. Seit 1890 arbeitete er als freier Schriftsteller.
Franz Treller starb 1908 im Alter von 68 Jahren in seiner Heimatstadt. Sein Grab befindet sich auf dem Friedhof in Wehlheiden und ist ein Ehrengrab der Stadt Kassel.

## Werk

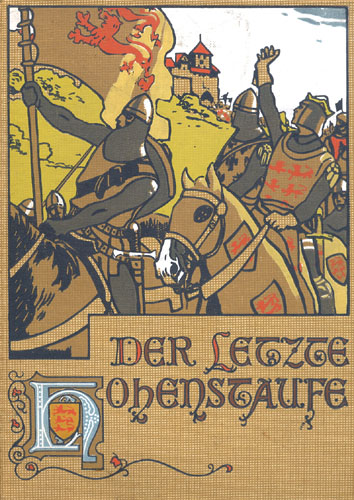
Der letzte Hohenstaufe, 1906

Bekannt geworden ist Franz Treller durch Abenteuerromane im Stile Karl Mays, die bis in die 1960er Jahre häufig gelesen wurden.
Zunächst schrieb Treller historische Abenteuerromane, häufig für ein jugendliches Publikum, deren Handlung oftmals Bezüge zur Geschichte seiner hessischen Heimat aufwies. So behandelte er z. B. in Vergessene Helden das Schicksal hessischer Soldaten während des Amerikanischen Unabhängigkeitskrieges. Wichtiger waren allerdings seine Jugendromane und Jugenderzählungen, die zumeist in der populären Jungenzeitschrift Der Gute Kamerad oder in dem Jahrbuch Das Neue Universum vorabgedruckt wurden und später in zahlreichen Buchausgaben weite Verbreitung fanden. Mit den Veröffentlichungen in Der Gute Kamerad trat Treller in direkte Konkurrenz zu Karl May, der hier ebenfalls Jugenderzählungen veröffentlichte.

## Werke (Auswahl)

### Romane
- Die letzten Sprossen des Wolfsgeschlechtes
- Die Söhne Arimunts
- Eine versunkene Welt
- Vergessene Helden
- Das Kind der Prärie
- Der Held von Trenton. Eine Erzählung aus dem amerikanischen Unabhängigkeitskampfe (Stuttgart anno 1903 online – Internet Archive)
- Der letzte Hohenstaufe
- Der König der Miamis (Neuausgabe: Nikunthas, König der Miami. Eine Abenteuererzählung aus Nordamerika / Franz Treller. – Vollst. rev. und neu bearb. von Georg J. Feurig-Sorgenfrei. Hrsg. und mit einem Nachw. vers. von Joerg Sommermeyer, Orlando Syrg, Berlin 2010; ISBN 978-3-00-029851-6; http://d-nb.info/1007788674)

Erschienen bei Union Deutsche Verlagsgesellschaft, Stuttgart, Berlin, Leipzig:
- Hung-Li, Eine chinesische Geschichte
- Verwehte Spuren
- Der Letzte vom "Admiral" (Kamerad-Bibliothek Band 2)
- Der Sohn des Gaucho (Kamerad-Bibliothek Band 5)
- Der Enkel der Könige (Kamerad-Bibliothek Band 10)
- Der Gefangene der Aimaras (Kamerad-Bibliothek Band 12)
- Unter dem Römerhelm, Eine Erzählung aus der Zeit Kaiser Domitians, o. J.

### Theaterstücke
- Des Königs Narr.